# Crochet (aiguille)
Pour les articles homonymes, voir crochet.

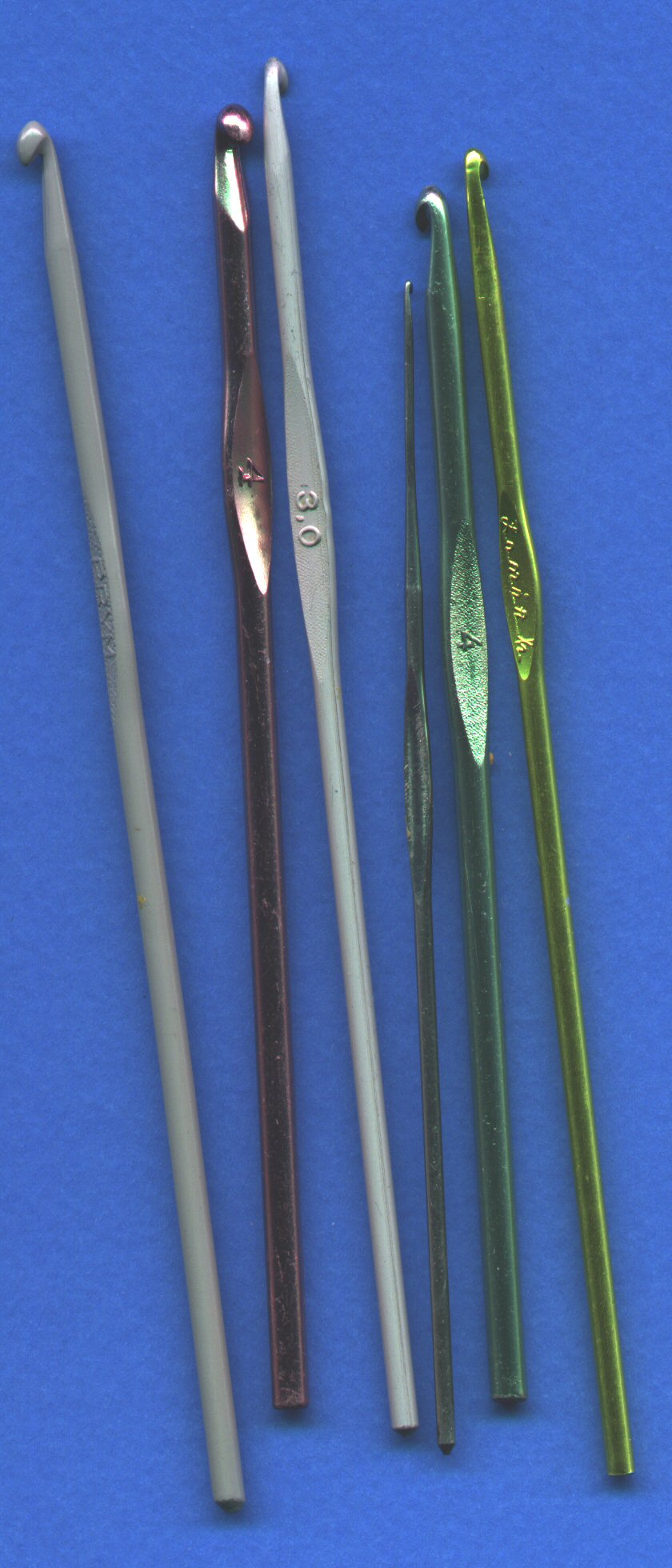
Quelques crochets

Un crochet est une sorte d'aiguille munie d'une encoche à l'une de ses extrémités permettant de maîtriser et de nouer un fil, avec lequel il est possible de réaliser divers ouvrages en mailles. Par extension, le terme désigne également la technique et l'ouvrage réalisé. Réaliser un ouvrage au crochet se dit "crocheter", tandis que la pièce est dite "au crochet" voire "crochetée".
Selon la fibre (laine, coton, acrylique, etc.), la taille du crochet et le type de point utilisé, le rendu du textile est plus ou moins flexible, aéré, et donc adapté à différentes applications. Celles-ci peuvent être des décorations d'intérieur, telles qu'un napperon ou un rideau, mais aussi des accessoires ou des vêtements, de la dentelle (guipure) aux pulls en passant par les chaussons.
Proche du tricot, le crochet diffère néanmoins par le fait qu'une unique aiguille recourbée soit utilisée au lieu de deux aiguilles droites, mais aussi par le type de mailles réalisées, ou encore le rendu final du textile. Par exemple, un tricot sera souvent plus souple qu'une étoffe crochetée. Le tricot est généralement reconnu comme plus facile à prendre en main du fait qu'il ne possède que deux types de mailles (maille lisière et maille envers) par rapport à la plus grande diversité des mailles de crochet, qui offre néanmoins à ce dernier une plus grande liberté dans la réalisation des ouvrages.

## Histoire

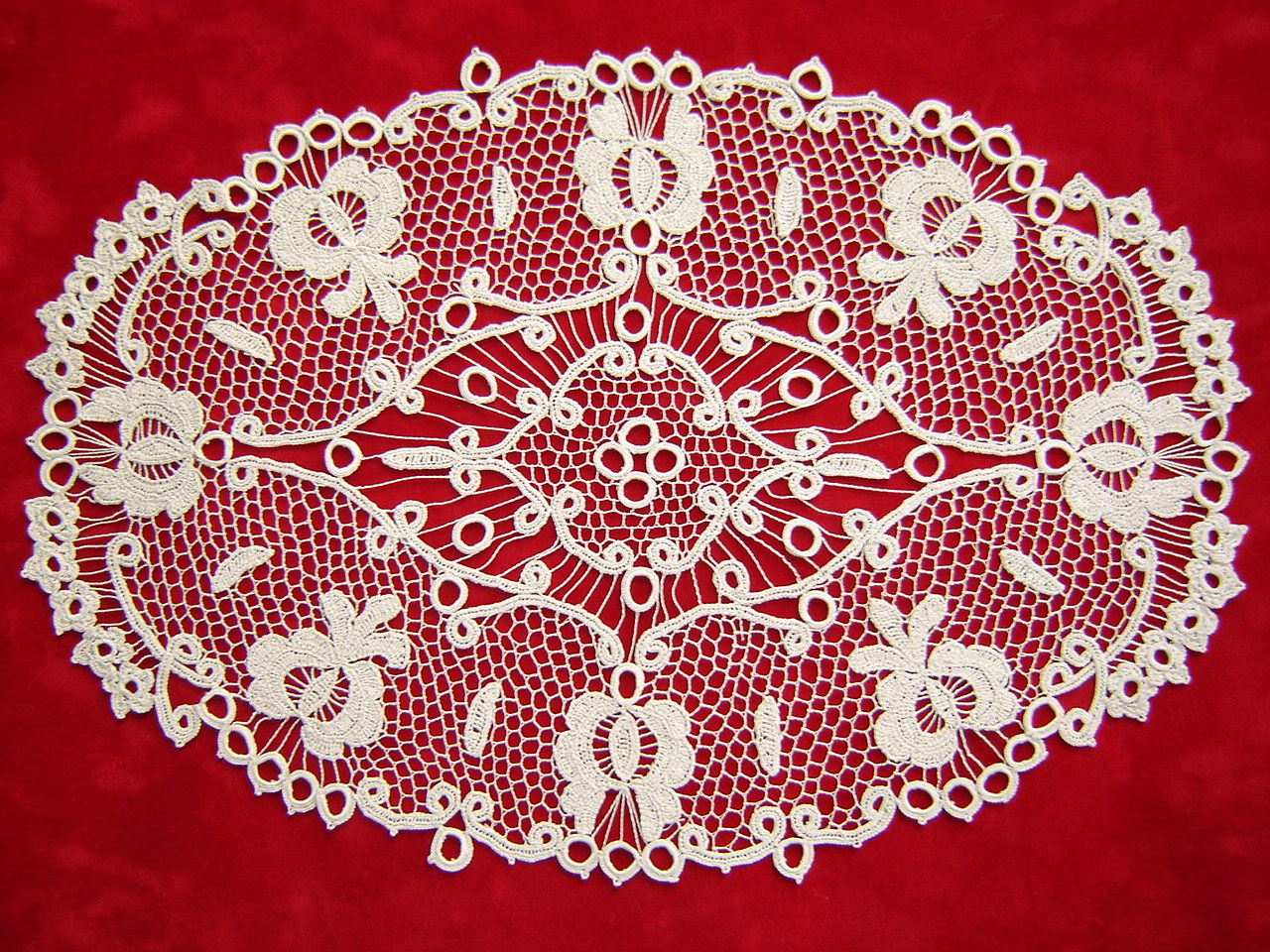
Crochet de Csetnek, actuelle Štítnik en Slovaquie

Bien que des traces de techniques similaires semblent remonter jusqu'à la fin du XVIe siècle, le crochet tel que défini aujourd'hui est apparu en Europe au début du XVIIIe siècle, à l'origine comme un outil dédié à la broderie au tambour et à la création de passementeries, telles des chaînettes d'ornement.
Les premiers écrits y faisant référence se trouvent dans le livre The Memoirs of a Highland Lady par Elizabeth Grant en 1812. Il apparaît ensuite au XIXe siècle, notamment en 1846 dans le livre Godey's Lady's Book ou encore en 1847, dans A Winter's Gift, ouvrages fournissant des instructions détaillées sur les différents points du crochet, avec l'outil en question ou encore un doigt recourbé.
À partir du XXe siècle, en Grande-Bretagne, aux États-Unis et en France, le crochet est utilisé comme un substitut moins coûteux à la dentelle. Il connaît ainsi un franc succès jusque dans les années 1920. Oublié pendant l'entre-deux-guerres, il redevient à la mode à partir des années 1940, par pure nécessité. À partir des années 1970, il se vulgarise, avec notamment le « carré de grand-mère », qui vient du terme anglais "Granny Square". Depuis quelques années, des ateliers « tricot et crochet » apparaissent dans les grandes villes telles que Paris ou New York ainsi que des blogs et différents sites internet, prodiguant conseils et astuces. Le crochet revient ainsi à la mode, mais avec des caractéristiques plus modernes, comme sur les amigurumis (personnages en 3D) et autres objets aussi fonctionnels que décoratifs.

## Outils
Les crochets se présentent en plusieurs tailles et plusieurs matériaux. Les crochets en acier vont de 0,4 à 3,5 millimètres ; ils sont utilisés pour les ouvrages fins comme les napperons en dentelle. Les crochets en aluminium ou en plastique vont de 2,5 à 19 millimètres. Certains crochets, notamment les "crochets tunisiens", sont allongés, avec parfois un double-crochet. Il existe aussi des crochets en bois, plus légers et idéaux pour apprendre à manier le crochet. Il existe en plus de cela des crochets dits "ergonomiques" permettant une prise et des mouvements plus confortables que les crochets classiques en acier, en plastique ou en bois dont le matériau reste rigide.

## Matières

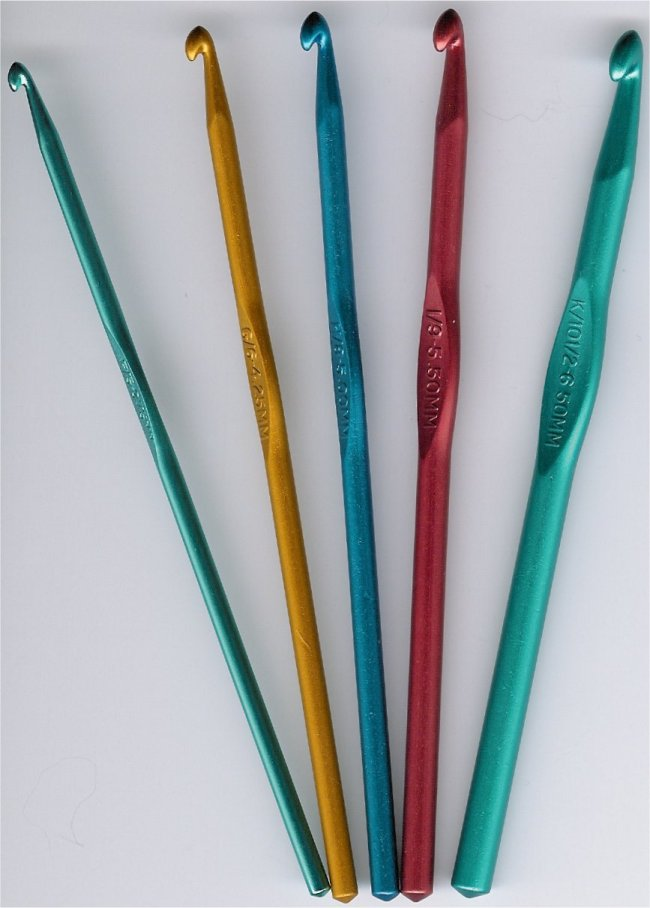
Crochets.

Les matières employées sont typiquement du fil de coton fin pour la dentelle, et de la laine pour la confection de couvertures ou de vêtements. Il existe aussi sur le marché des matériaux synthétiques recouvrant de nombreuses formes possibles (des pelucheux, du fil "chenille" et dont les couleurs peuvent varier ou alterner). En vente, on peut aussi trouver des matériaux nobles, souvent plus chers, comme la laine d'Alpaga, la laine Merinos, etc. On peut y rajouter des perles ou des paillettes pour leur aspect décoratif.
Cependant, des artistes crochètent aussi avec des matières diverses comme du fil de fer ou des feuilles d'arbre.

## Types de mailles
Il existe quelques mailles basiques au crochet. Dans les patrons, elles sont parfois désignés par une abréviation.
Les différences entre ces mailles vient du nombre de jetés et de l'ordre de ces jetés. Le jeté désigne l'action de récupérer le fil relié à la pelote avec le crochet.
1. Maille en l'air ou maille chaînette (ml.) - C'est le point le plus simple, il est utilisé pour commencer la plupart des ouvrages. "Monter une chaînette" consiste à crocheter des mailles en l'air jusqu'à obtenir le nombre de mailles désirées.
2. Maille coulée (mc.) - C'est une maille invisible qui permet d'avancer sur un rang de maille, d'assembler des morceaux ou encore de terminer un rang en cas de travail en rond.
3. Maille serrée (ms.) - Ce point plus serré que les deux points suivants est aussi plus simple. Il est le point de base des Amigurumi et permet également de masquer les excédents de fils.
4. Demi-bride (demi-b ou demi-br) - Les brides sont plus larges que les points précédents. Il est souvent nécessaire de crocheter quelques mailles au l'air au début d'un rang de brides.
5. Bride ou bride simple (br. ou bs.) - Plus complexe que les demi-brides, le nombre de jetés à réaliser est plus important.
6. Double bride (db. ou dbr.) - Elle se caractérise par un jeté double au début de sa réalisation.
7. Triple bride (tb. ou tbr.) - Elle est crochetée en débutant par un jeté triple.

Les mailles prennent toutes la même place sur un plan horizontal mais certaines sont plus épaisses et plus larges sur le plan vertical. Il existe d'autres types de mailles qui sont qualifiées de Points Fantaisies et dont les noms peuvent varier.
Les types de mailles ne sont pas appelées de la même façon au Royaume-Uni qu'aux États-Unis, la traduction des patrons peut donc nécessiter de se renseigner sur la provenance du modèle. Le tableau suivant regroupe les traductions des mailles de bases en conventions anglaises et américaines :
| Noms français        | Noms anglais        | Noms américains              |
| -------------------- | ------------------- | ---------------------------- |
| Maille en l'air (ml) | Chain (ch)          | Chain (ch)                   |
| Maille coulée (mc)   | Slip stitch (slst)  | Slip stitch (slst)           |
| Maille serrée (ms)   | Double crochet (dc) | Single crochet (sc)          |
| Demi-bride (db)      | Half treble (htr)   | Half double crochet (hdc)    |
| Bride (b)            | Treble (tr)         | Double crochet (dc)          |
| Double bride (Db)    | Double treble (dtr) | Treble / Triple crochet (tr) |
| Triple bride (Tb)    | Triple treble (ttr) | Double treble (dtr)          |

## Les possibilités
Le crochet offre de nombreuses possibilités artistiques. Il est possible de travailler avec plusieurs coloris de façon à obtenir un jacquard ou des rayures. Les ouvrages peuvent être plats (napperons, couvertures, etc.), ou tridimensionnels. Les petits objets tridimensionnels sont souvent appelés amigurumis. Il s'agit d'animaux, de fruits, légumes, tout est possible ! 

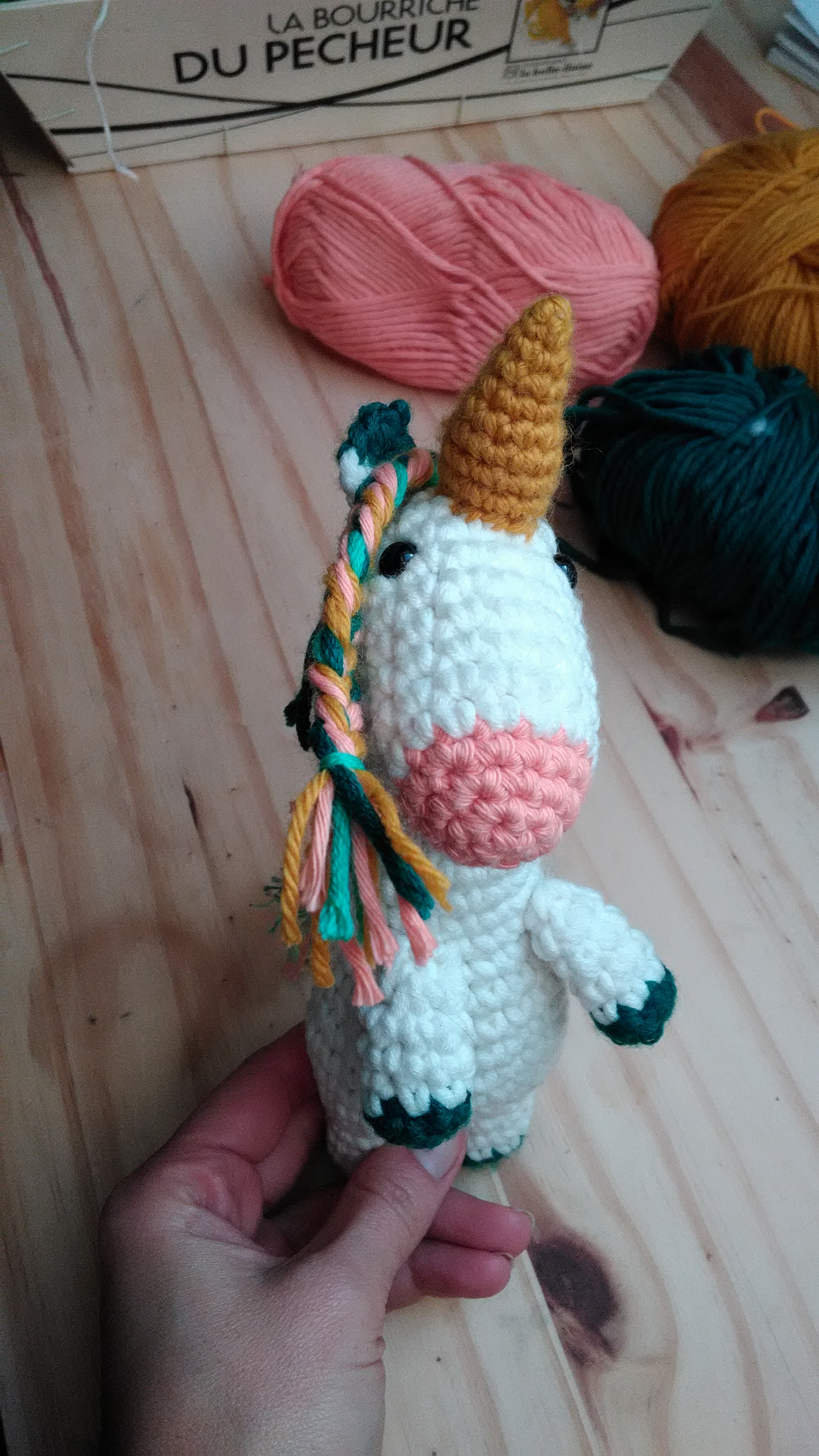
Saperlicrochette - création en 3D - crochet & coton

- Pour obtenir un tissu extensible : l’épaisseur de la laine doit être inférieure à la largeur du crochet.
- Pour obtenir un tissu plus rigide : l'épaisseur de la laine doit être supérieure à la largeur du crochet.

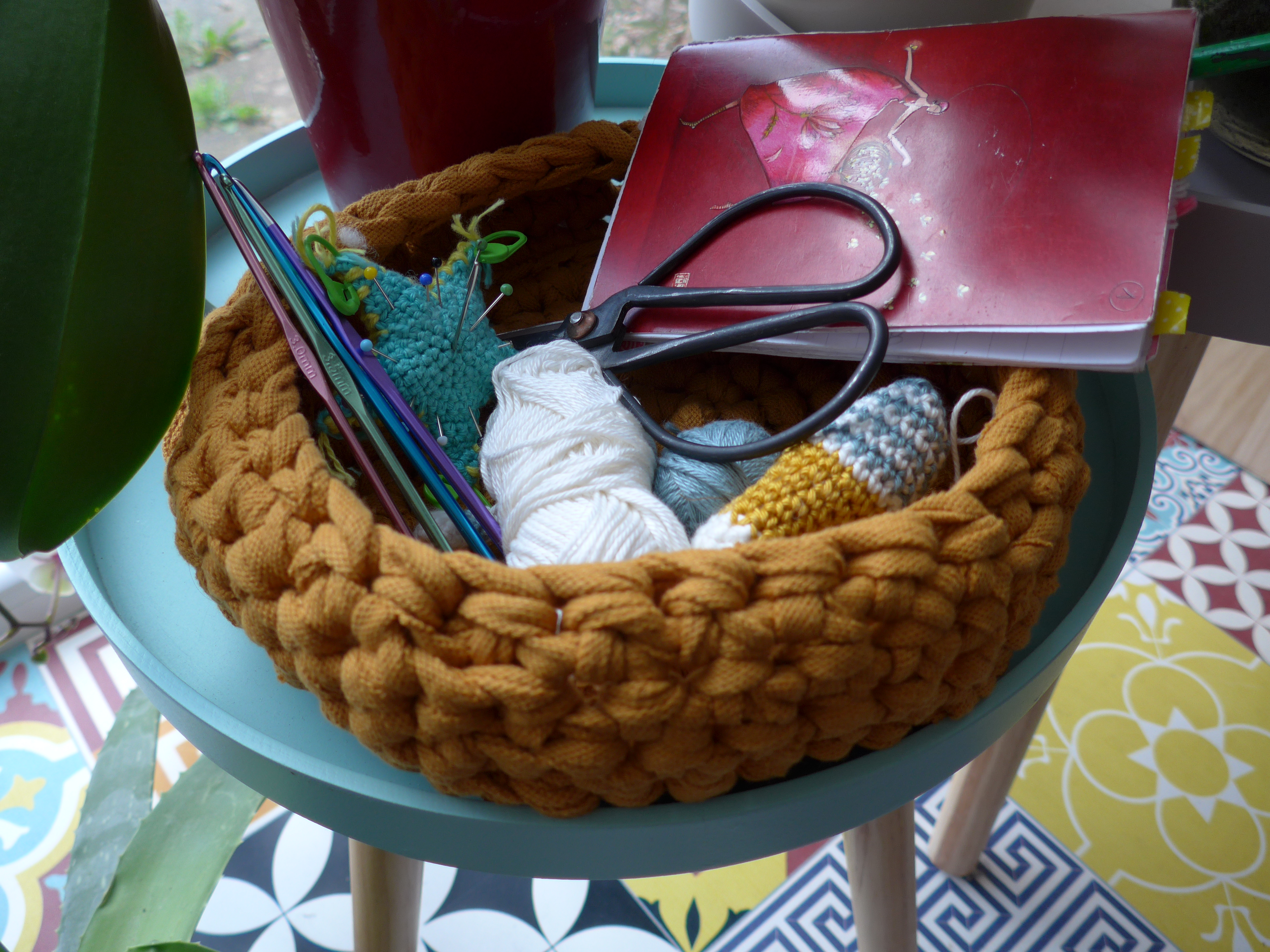
Happy Happy Yarn - corbeille en ribbon

Les matériaux crochetés peuvent être également très variés : cotons, laines mais également raphia, trapilhos (ou Tshirt yarn), jute, ribbon, etc.